# Flix.dk
flix.dk var Danmarks første borgerskrevne Internetavis, der blev gurndlagt i 2003. Avisen lukkede i juni 2009, og arkivet findes ikke længere på nettet.
Der var tale om en nonprofit og gratis avis, der hidtil er blevet drevet ved frivilligt arbejde og for få midler, der er kommet fra små-annoncer og brugerbidrag. Den skrives udelukkende af borgerjournalister, men redigeres af professionelle journalister.
Avisen blev grundlagt af journalist og forfatter Erik Kjær Larsen, der også var ansvarshavende chefredaktør. I maj 2006 havde flix.dk over 330.000 sidevisninger pr. måned. Der er dog ikke tale om uafhængig optælling, og der er påpeget modsigelser mellem forskellige læsertal og diverse andre nøgletal.

## Priser
flix.dk har modtaget priser af
- eJour-prisen 2006 Arkiveret 11. juni 2007 hos  Wayback Machine
- eJours hjemmeside, (onlinemagasin der udgives fra Danmarks Journalisthøjskole) Arkiveret 4. oktober 2006 hos  Wayback Machine

## Eksterne Links
- flix.dk's hjemmeside Arkiveret 1. juli 2006 hos  Wayback Machine

| Internet | Spire Denne internet-relaterede artikel er en spire som bør udbygges. Du er velkommen til at hjælpe Wikipedia ved at udvide den. |